# Lepismium brevispinum
Lepismium brevispinum és una espècie vegetal del gènere Lepismium de la família de les cactàcies.

## Descripció
Lepismium brevispinumcreix en posició vertical, es ramifica i arriba a una alçada entre 1 a 2 metres. Els segments verds de les tiges en forma de fulla tenen entre 2 a 3 centímetres de llarg, de 2 a 4 centímetres d'ample i 2 a 3 mil·límetres de gruix. Les vores són ondulades. Les arèoles són llanoses de color marronós tenen entre una a quatre espines groguenques d'1 a 2 mil·límetres de llarg.
Les flors, individuals i blanques, tenen una llargada de fins a 4 mil·límetres i tenen un diàmetre de 3 mil·límetres. El seu pericarpel és glabre. Els fruits són esfèrics i blancs i són translúcids.

## Distribució
Lepismium brevispinum està estès a la regió amazònica peruana a altituds de 1700 a 2000 metres.

## Taxonomia
Lepismium brevispinum va ser descrita per Wilhelm A. Barthlott i publicat a Bradleya; Yearbook of the British Cactus and Succulent Society 5: 99. 1987.
Etimologia
Lepismium : nom genèric que deriva del grec: "λεπίς" (lepis) = "recipient, escates, apagat" i es refereix a la forma en què en algunes espècies les flors es trenquen a través de l'epidermis.
brevispinum: epítet llatí que significa "amb espines curtes".
Sinonímia
- Rhipsalis brevispina (Barthlott) Kimnach (1996),
- Acanthorhipsalis brevispina (Barthlott) F.Ritter ex-Doweld (2002)
- Lymanbensonia brevispina (Barthlott) Barthlott & N.Korotkova (2010).[3]